# Верайзон-центр

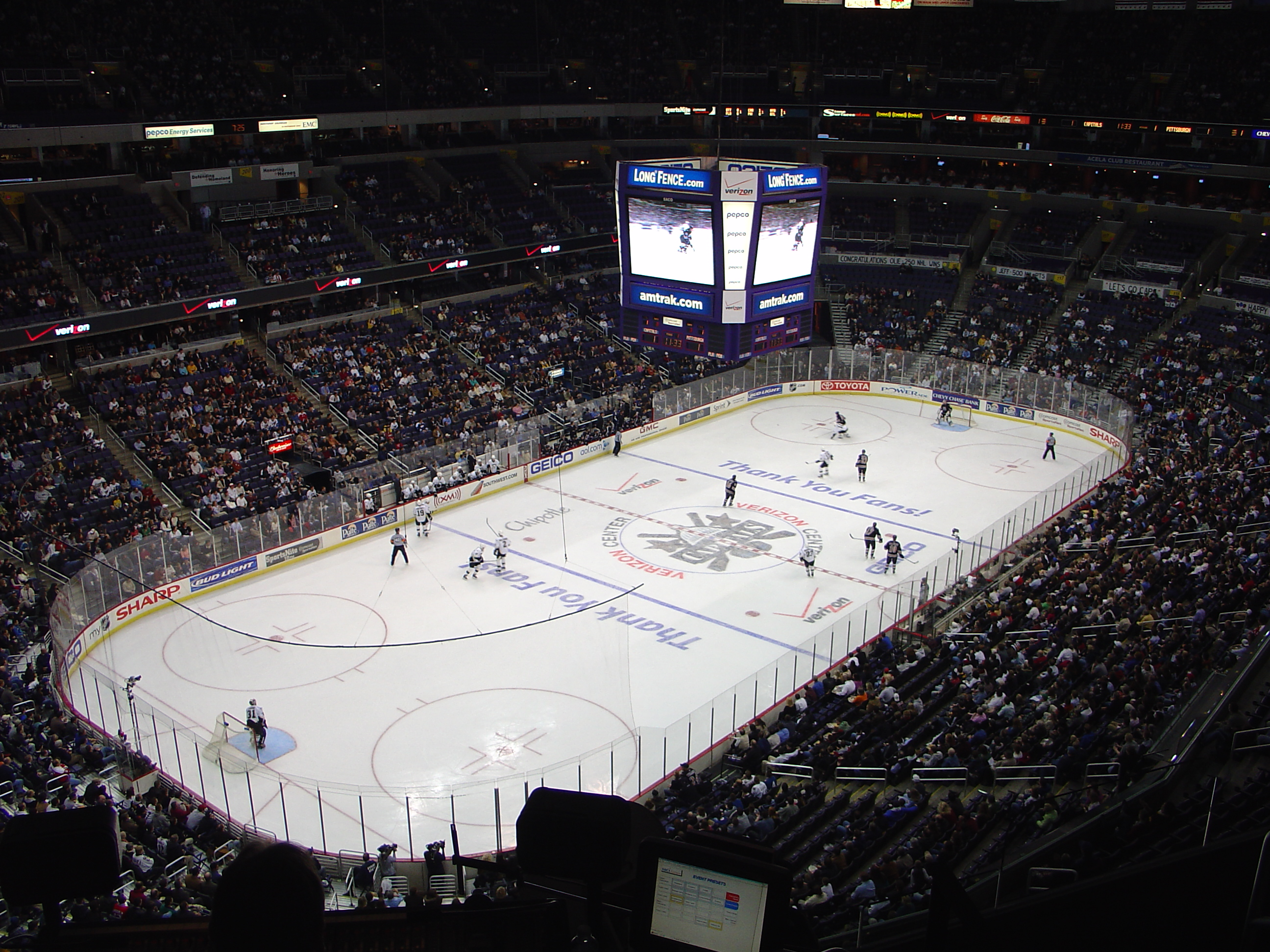
Всередині «Верайзон-центру»

Верайзон-центр (англ. Verizon Center) — спортивний комплекс у м. Вашингтон, округ Колумбія, США. Відкритий у 1997 р. Є місцем проведення змагань з кількох видів спорту і домашньою ареною для хокейної команди «Вашингтон Кепіталс» («НХЛ») і баскетбольної «Вашингтон Візардс» («НБА»). Центр названо на честь телекомунікаційної компанії «Верайзон», яка щедро спонсорувала це будівництво.